# グローリー・ロード (アルバム)
『グローリー・ロード』（Glory Road）は、イギリスのハードロック・バンド、ギランが1980年に発表した3作目のスタジオ・アルバム。

## 背景
ヴァージン・レコード移籍第1弾アルバムに当たる。
イギリスで発売された限定盤には、『For Gillan Fans Only』というタイトルの10曲入りボーナスLPが付属していた。1989年の再発CDは、オリジナル盤からの9曲に『For Gillan Fans Only』からの7曲を追加した16曲入りとなり、2007年発売のリマスターCDは、『For Gillan Fans Only』の全10曲に「Handles on Her Hips」と「I Might As Well Go Home (Mystic)」を追加したボーナスCD付きの2枚組となった。

## 反響・評価
本作からの先行シングル「スリーピング・イン・ザ・ジョブ」は全英シングルチャートで最高55位を記録。そして、本作は全英アルバムチャートで12週トップ100入りし、最高3位を記録した。また、アメリカではギラン名義のアルバムとしては唯一Billboard 200入りを果たし、183位に達した。
アレックス・ヘンダーソンはオールミュージックにおいて5点満点中3点を付け「メロディックでありつつ焼けつくようなギランのヘヴィメタルを愛する人々なら、"Sleeping on the Job"や"Unchain Your Brain"、その他の素晴らしいハイオクのロックに失望することはないだろう」と評している。

## その他
イアン・ギランのソロ・アルバム『ギランズ・イン』（2006年）には、ジョー・サトリアーニ等を迎えて録音された「アンチェイン・ユア・ブレイン」のセルフ・カバーが収録された。また、ミック・アンダーウッドは後年、本作からバンド名を取った「グローリー・ロード」のメンバーとして活動している。

## 収録曲
特記なき楽曲はイアン・ギラン、バーニー・トーメ、ジョン・マッコイの共作。

### LP
Glory Road
サイド1
1. "Unchain Your Brain" - 3:12
2. "Are You Sure" - 4:07
3. "Time and Again" - 5:08
4. "No Easy Way" - 6:38
5. "Sleeping on the Job" (Ian Gillan, Colin Towns) - 3:13

サイド2
1. "On the Rocks" (I. Gillan, C. Towns) - 6:42
2. "If You Believe Me" (I. Gillan, John McCoy, Bernie Tormé, Mick Underwood) - 7:37
3. "Running, White Face, City Boy" (C. Towns) - 3:13
4. "Nervous" (I. Gillan, C. Towns) - 3:55

For Gillan Fans Only
サイド1
1. "Higher and Higher"
2. "Your Mother Was Right" (I. Gillan, C. Towns)
3. "Redwatch" (B. Tormé, M. Underwood)
4. "Abbey of Thelema" (I. Gillan, C. Towns)
5. "Trying to Get to You" (Rose Marie McCoy, Charles Singleton)

サイド2
1. "Come Tomorrow" (J. McCoy, B. Tormé)
2. "Dragon's Tongue" (C. Towns)
3. "Post Fade Brain Damage"
4. "Egg Timer (Vice Versa)" (Paul Samson, Thunderstick, Chris Aylmer, Bruce Bruce)
5. "The Harry Lime Theme" (Karas)

### 1989年再発CD
1. アンチェイン・ユア・ブレイン - "Unchain Your Brain" - 3:11
2. アー・ユー・シュア - "Are You Sure" - 4:06
3. タイム・アンド・アゲイン - "Time and Again" - 5:05
4. ノー・イージー・ウェイ - "No Easy Way" - 6:35
5. スリーピング・イン・ザ・ジョブ - "Sleeping on the Job" (I. Gillan, C. Towns) - 3:12
6. オン・ザ・ロックス - "On the Rocks" (I. Gillan, C. Towns) - 6:40
7. イフ・ユー・ビリーヴ・ミー - "If You Believe Me" (I. Gillan, J. McCoy, B. Tormé, M. Underwood) - 7:33
8. ランニング、ホワイト・フェイス、シティ・ボーイ - "Running, White Face, City Boy" (C. Towns) - 3:12
9. ナーヴァス - "Nervous" (I. Gillan, C. Towns) - 3:45
10. ユア・マザー・ウォズ・ライト - "Your Mother Was Right" (I. Gillan, C. Towns) - 7:22
11. レッドウォッチ - "Redwatch" (B. Tormé, M. Underwood) - 3:41
12. アビィ・オブ・セリマ - "Abbey of Thelema" (I. Gillan, C. Towns) - 6:07
13. トライング・トゥ・ゲット・トゥ・ユー - "Trying to Get to You" (R. M. McCoy, C. Singleton) - 3:17
14. カム・トゥモロー - "Come Tomorrow" (J. McCoy, B. Tormé) - 2:52
15. ドラゴンズ・タン - "Dragon's Tongue" (C. Towns) - 5:32
16. ポスト・フェイド・ブレイン・ダメージ - "Post Fade Brain Damage" - 6:05

## 参加ミュージシャン
- イアン・ギラン - ボーカル
- バーニー・トーメ - ギター
- コリン・タウンズ - キーボード、フルート、ボーカル
- ジョン・マッコイ - ベース
- ミック・アンダーウッド - ドラムス